# Факон (нож)

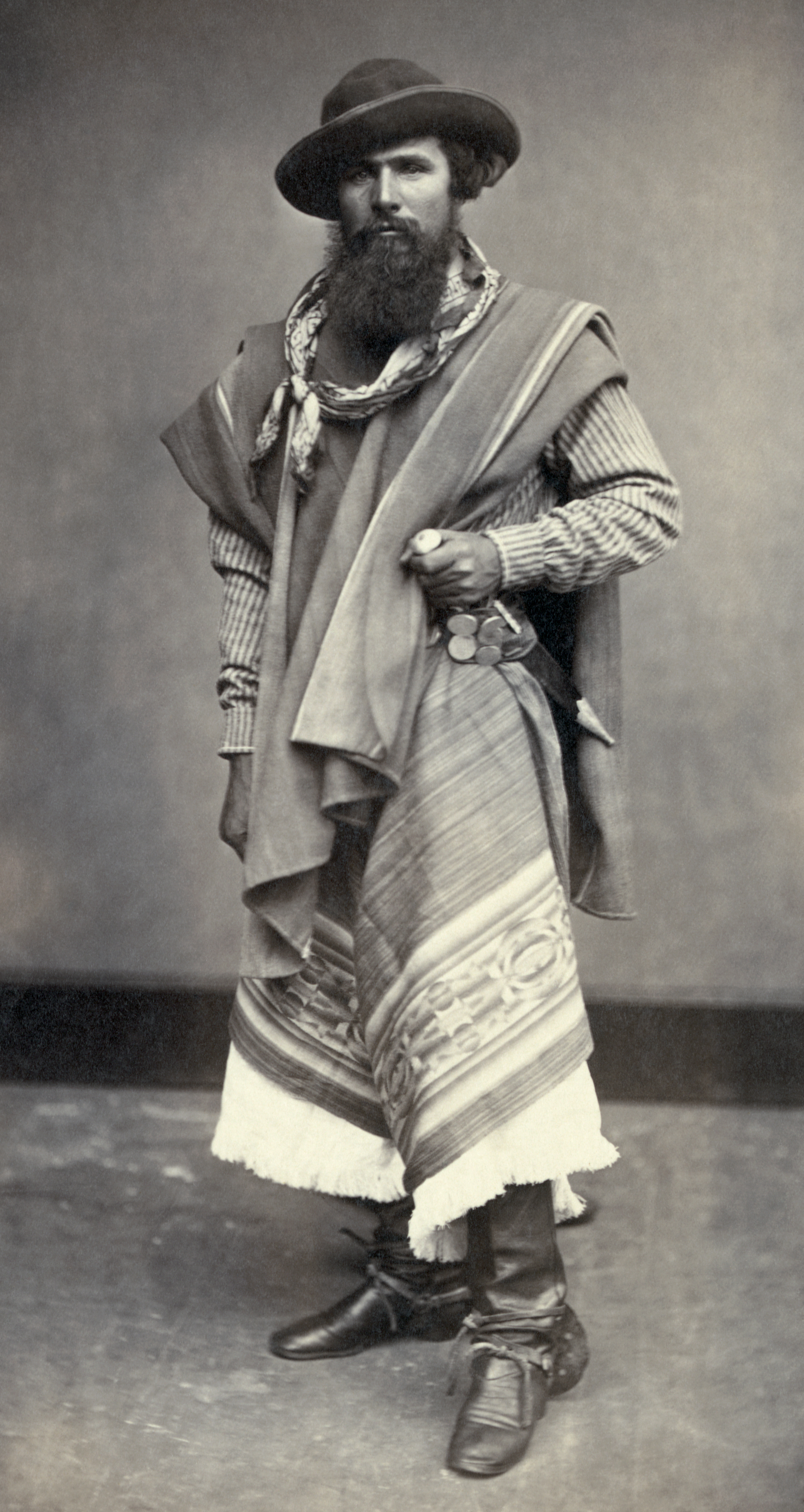
Гаучо с факоном на поясе

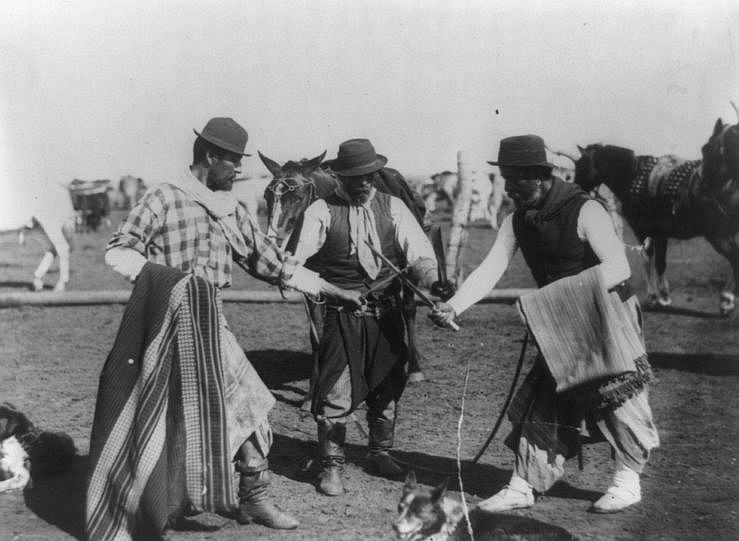
Гаучо фехтуют с факоном в одной руке и пончо в другой

Факон — традиционный нож гаучо, подходящий как для их повседневной деятельности (забой и разделка скота, работа с кожей и деревом), так и для самообороны. Такой же непременный атрибут гаучо, как пончо и лошадь.
Слово произошло от португальского faca (нож), с добавлением испанского увеличительного суффикса -on. Таким образом, на русский язык слово facon переводится примерно как «ножище».
Во времена ранней колонизации Южной Америки законы запрещали сельским жителям носить длинные мечи или шпаги. Но они могли использовать ножи для повседневной деятельности, таким образом, факон стал удобным вариантом иметь под рукой одновременно инструмент и оружие. Позднее, с развитием огнестрельного оружия, значение факона в бою упало, однако к тому времени успел возникнуть особый стиль фехтования им — esgrima criolla, который применялся, например, в происходивших между гаучо стычках и поединках. В таких случаях одной руке держали собственно нож, а в другой пончо, которое могли использовать как защиту от ударов противника.
Факоны не имели какого-то строго единого стиля или размера. Их длина могла быть от 25 до 50 сантиметров. Ножны и рукоять делались из простых материалов, которые были у гаучо под рукой — дерево, кость, кожа. Однако при возможности владельцы могли украшать их серебром и даже золотом.